# Мариндуке
Мариндуке (таг. Lalawigan ng Marinduque) — островная провинция Филиппин в регионе Мимаропа. В состав провинции входит остров Мариндуке и несколько близлежащих мелких островов. Остров Мариндуке лежит между заливом Таябас и морем Сибуян. Соседние провинции — Кесон, Ромблон, Восточный Миндоро.
Административный центр — город Боак.

## География
К северу от Мариндуке расположен залив Таябас, к югу — море Сибуян. Пролив Момпог с северо-востока отделяет её от полуострова Бондок на Лусоне (территория провинции Кесон). Мелкие острова, которые также входят в провинцию — Маниуаян, Санта-Крус, Момпог. Высшая точка острова и провинции — гора Малиндиг, 1157 м над уровнем моря.
Климат, как и во многих других провинциях Филиппин, субэкваториальный. Сухой сезон — с ноября по февраль, влажный июня по октябрь.

## История
О происхождении названия острова есть несколько легенд. Первая рассказывает о том, что двое влюбленных, Марина и Гардуке, уплыли в море, так как местный вождь, отец Марины, был против их союза. В море они утонули, и из их тел возник остров. Другая рассказывает о Марине как о фее горы Малиндиг. Её женихом был Дуке, и после их свадьбы остров назвали в честь них — Марин-Дуке. Третья, наиболее реальная, утверждает, что Мариндуке — только искаженное название горы Малиндиг, высшей точки острова. Название произносилось по-разному — Мариндик, Малиндик, Мариндук, и после прихода испанцев закрепилось как Мариндуке.
В период испанской колонизации остров Мариндуке был частью провинции Балаян (ныне Батангас) в XVI веке, затем частью провинции Миндоро, в XVII веке.
Во время Филиппинско-американской войны первые базы американцев были размещены здесь. В битве при Пуланг Лупа филиппинцы разбили превосходящие силы американцев.
В 1902 году, после захвата острова Миндоро американцами остров Мариндуке был присоединён к провинции Таябас (ныне Кесон). В 1920 году Мариндуке провозгласили отдельной провинцией.
1942—1945 годы — период японской оккупации и последующее освобождение в результате битвы при Мариндуке.

## Население
Жители Мариндуке отличаются гостеприимством и по природе добродушны. У них существует народная традиция приема гостей, при которой выполняются определенные ритуалы. Назначенный «чествователь» танцует или поет для гостей, надев цветочный венок.
По происхождению жители Мариндуке — тагалы, их родной язык — тагальский. Но ввиду близости их острова к Висайским островам, здесь бытует вариант тагальского, в котором довольно много заимствований и языков висайя, в частности языка биколано.

## Административное деление
В состав провинции входит 6 муниципалитетов:
- Боак
- Санта-Крус[англ.]
- Ториихос
- Могпог[англ.]
- Буэнависта[англ.]
- Гасан[англ.]

## Экономика
Мариндуке — аграрная провинция. Основные культуры — рис и кокосовый орех. Большую роль играет рыболовство. Доход приносят также горнодобывающие предприятия и туризм.
С другими частями страны провинцию связывают авиалинии и водный транспорт. Аэропорт расположен в микрорайоне (барангае) Масига, между Боаком и Гасаном. Морские порты есть в городах Боаке (Порт Буябод) и Санта-Крус (Порт Кавит).

## Культура
Наиболее яркой традицией в провинции является фестиваль Морионов, который проходит в апреле в нескольких городах, Буэнависта, Боаке, Гасане, Могпоге. На улицах в эти можно видеть шумное празднование, проводятся парады. Традиция зародилась в период испанского владычества. Морионами называют людей, наряженных в костюмы библейских римских солдат. Слово «морион» взято из испанского языка, это тип металлического шлема, которые носили испанские конкистадоры.

## Образование
Среди учебных заведений выделяется Морской институт в Боаке. В других крупных населенных пунктах имеется ряд колледжей, которые относятся к системе высшего образования. Развита сеть средних и начальных школ.